# Colony 5
Colony 5 ist eine schwedische Future-Pop/Synthie-Pop-Band, die 1999 gegründet wurde. Anfangs orientierte sich die Band an eher ruhigem Synthiepop, schlug dann jedoch eine härtere Gangart ein und ist heute eher im Bereich Future Pop anzusiedeln.
Das Gründungsmitglied Magnus Löfdahl verließ die Band 2001, seitdem ist die Band nur noch als Duo unterwegs.
2006 gewann die Band mit der Single Plastic World bei den Scandinavian Alternative Music Awards in der Kategorie „Best Song“.
In Deutschland kennt man die Band durch die Promotion der Fernsehsender GIGA.TV und ONYX.TV.

## Diskografie

### Alben
- 2002: Lifeline
- 2003: Structures
- 2004: Colonisation
- 2005: Fixed (Refixed)
- 2008: Buried Again

### Singles
- 2001: Colony 5
- 2002: Follow Your Heart
- 2003: Black
- 2005: Plastic World
- 2007: Knives